# Kristallwelt
Kristallwelt (Originaltitel: The Crystal World) ist ein Science-Fiction-Roman des britischen Autors James Graham Ballard, der darin ein Weltuntergangsszenario beschreibt. Der Roman erschien erstmals 1966 bei dem Londoner Verlag Jonathan Cape und wurde ins Deutsche, Französische, Italienische, Spanische, Dänische, Japanische und Koreanische übersetzt.

## Handlung
Der Roman handelt davon, wie in einer kleinen Region Westafrikas eine mysteriöse Krankheit ausbricht, die Menschen, Tiere und Pflanzen in kristalline Strukturen verwandelt. Während die Bevölkerung vor dem unheimlichen Phänomen flieht, entschließt sich der Lepra-Arzt Dr. Sanders, mit einer Gruppe Freiwilliger die rätselhafte Kristallwelt zu erforschen.
Wie auch in anderen seiner Werke schildert Ballard in diesem Roman den Untergang der Menschheit in ihrer bisher bekannten Form. Es findet eine zunehmende Kristallisation der Erde statt, verursacht durch eine Wucherung der subatomaren Struktur der Materie (Hubble-Effekt). Die so kristallisierten Lebewesen sterben jedoch nicht, sondern erstarren in einer Welt ohne Zeit.
Die gleiche Thematik griff Ballard bereits in seiner 1964 erschienenen Erzählung Der illuminierte Mann (The Illuminated Man) auf. Darin ist der Protagonist ein Botschafter namens James B., in Anspielung auf den Autor selbst.

## Ausgaben (Auswahl)
- The Crystal World. Jonathan Cape, London 1966, ISBN 0-224-61044-9.
- Kristallwelt. Aus dem Englischen übersetzt von Margarete Bormann. v. Schröder, Hamburg 1969.
- Kristallwelt. Aus dem Englischen übersetzt von Joachim Körber. Edition Phantasia, Bellheim 2005, ISBN 3-937897-06-2.